# Neoeme
Neoeme is een kevergeslacht uit de familie van de boktorren (Cerambycidae). De wetenschappelijke naam van het geslacht werd voor het eerst geldig gepubliceerd in 1909 door Gounelle.

## Soorten
Neoeme omvat de volgende soorten:
- Neoeme annulicornis (Buquet, 1859)
- Neoeme bouvieri Gounelle, 1909
- Neoeme hudepohli (Martins & Monné, 1975)
- Neoeme opaca Zajciw, 1958
- Neoeme pallida (Buquet, 1859)
- Neoeme quinquelineata Zajciw, 1958